# Emanuela Abbadessa
Emanuela Ersilia Abbadessa (Catania, 4 agosto 1964) è una scrittrice e musicologa italiana.

## Biografia
Laureata in Lettere moderne presso l'ateneo catanese con una tesi sul carteggio Zandonai-Maugeri (pubblicata, con il medesimo titolo, in Note su Note, IV, 4, dicembre 1996), Emanuela Abbadessa si è sempre occupata di musica a tutti i livelli, dall'organizzazione di eventi musicali, all'insegnamento. Dal 2002 ha infatti insegnato Storia della Musica alla Facoltà di Lingue e Letterature Straniere dell'Università di Catania dove è rimasta fino al 2005 anno in cui si è trasferita a Savona, città dove attualmente vive e lavora.
Con il suo romanzo di esordio Capo Scirocco (Rizzoli, 2013) ha vinto il Premio Rapallo Carige per la Donna Scrittrice 2013, il Premio Letterario Internazionale Isola d'Elba R. Brignetti ed è stata finalista al Premio Alassio Centolibri - Un Autore per l'Europa e al Premio Letterario Città di Rieti.
Fiammetta, drammatico romanzo settecentesco ispirato alla vicenda amorosa che vide protagonisti il poeta Mario Rapisardi, sua moglie Giselda Fojanesi e il suo amante Giovanni Verga,  è arrivato secondo al Premio Giuseppe Dessì e al Premio Subiaco Città del Libro.
È da lì che viene la luce (Piemme, febbraio 2019), liberamente ispirato al fotografo tedesco Wilhelm von Gloeden, racconta la difficoltà nella definizione dell'identità sessuale.
Ha scritto due libretti d'opera, Il barile di Amontillado da Edgar Alla Poe per la musica di Giuseppe Guerrera e Paganini non ripete da Achille Campanile per la musica di Claudio Scannavini, andati in scena entrambi per il Teatro Coccia di Novara nel cortile di Casa Bossi dal 26 al 29 luglio 2022 all'interno del progetto I Nuovi Corti del Coccia.
Esperta delle tematiche belliniane, dal 1990 ha lavorato con la Fondazione Bellini di Catania e presso il Museo Belliniano di Catania.
Ha studiato pianoforte con Carola De Felice e canto artistico con Gianni Iaia come soprano lirico.
Ha all'attivo circa settanta saggi di argomento musicologico.
Ha scritto per quotidiani e periodici (Il secolo XIX, Midnight, Notabilis, ecc.) e ha collaborato con il Teatro Massimo Vincenzo Bellini di Catania. Scrive per il quotidiano La Repubblica (edizione di Palermo).

## Opere
- Ho un sassolino nella scarpa. Leggerezze e pesantezze tra suoni e visioni (Bonanno, 2005)
- I teatri di Renzo Aiolfi, (a cura di) (Bonanno, 2010)
- Capo Scirocco (Rizzoli, 2013)
- Fiammetta (Rizzoli, 2016)
- È da lì che viene la luce (Piemme, 2019)
- La suggeritrice (Neri Pozza Editore, 2024)